# Polen Rundt 2007
Polen Rundt 2007 foregik mellem 9. og 15. september og bestod af 7 etaper. Løbet startede med en 3 km kort holdtidskørsel i Warszawas gader.

## Etaperne

### 1. etape: Warszawa, 3 km (holdtidskørsel)
09-09-2007
|   | Hold            | Land       | Tid    |
| - | --------------- | ---------- | ------ |
| 1 | Lampre-Fondital | Italien    | 3.36,0 |
| 2 | T-Mobile        | Tyskland   | + 2,7  |
| 3 | Astana          | Kasakhstan | + 8,0  |

### 2. etape: Plonsk – Olsztyn, 202.4 km
10-09-2007
|   | Rytter          | Hold             | Tid     |
| - | --------------- | ---------------- | ------- |
| 1 | Graeme Brown    | Rabobank         | 4:50.46 |
| 2 | Wouter Weylandt | Quick Step       | s.t     |
| 3 | Saïd Haddou     | Bouygues Télécom | s.t     |

### 3. etape: Ostroda – Gdansk, 192.2 km
11-09-2007
|   | Rytter             | Hold             | Tid     |
| - | ------------------ | ---------------- | ------- |
| 1 | David Kopp         | Gerolsteiner     | 4:45.22 |
| 2 | José Joaquín Rojas | Caisse d'Epargne | s.t     |
| 3 | Wouter Weylandt    | Quick Step       | s.t     |

### 4. etape: Chjnice – Poznan, 242.3 km
12-09-2007
|   | Rytter            | Hold              | Tid     |
| - | ----------------- | ----------------- | ------- |
| 1 | Danilo Napolitano | Lampre            | 5:47.03 |
| 2 | Tomas Vaitkus     | Discovery Channel | s.t     |
| 3 | Robert Förster    | Gerolsteiner      | s.t     |

### 5. etape: Wrzesnia – Swidnica, 255.7 km
13-09-2007
|   | Rytter            | Hold       | Tid     |
| - | ----------------- | ---------- | ------- |
| 1 | Murilo Fischer    | Liquigas   | 6:44.24 |
| 2 | Danilo Napolitano | Lampre     | s.t     |
| 3 | Wouter Weylandt   | Quick Step | s.t     |

### 6. etape:Dzierzoniow–Jelenia Góra, 181.2 km
14-09-2007
|   | Rytter             | Hold             | Tid     |
| - | ------------------ | ---------------- | ------- |
| 1 | Filippo Pozzato    | Liquigas         | 4:47.48 |
| 2 | José Joaquín Rojas | Caisse d'Epargne | s.t     |
| 3 | Marcus Burghardt   | T-Mobile         | s.t     |

### 7. etape: Jelenia Gora – Karpacz, 147.7 km
15-09-2007
|   | Rytter            | Hold            | Tid     |
| - | ----------------- | --------------- | ------- |
| 1 | Johan Vansummeren | Predictor-Lotto | 3:56.58 |
| 2 | Robert Gesink     | Rabobank        | + 0.23  |
| 3 | Kim Kirchen       | T-Mobile        | + 0.32  |

## Resultater

### Sammenlagt
|    | Rytter             | Hold             | Tid      |
| -- | ------------------ | ---------------- | -------- |
| 1  | Johan Vansummeren  | Predictor-Lotto  | 30:52.11 |
| 2  | Robert Gesink      | Rabobank         | + 0.27   |
| 3  | Kim Kirchen        | T-Mobile         | + 0.38   |
| 4  | Fabian Wegmann     | Gerolsteiner     | + 0.39   |
| 5  | Alessandro Ballan  | Lampre-Fondital  | + 0.44   |
| 6  | Pablo Lastras      | Caisse d'Epargne | + 0.44   |
| 7  | Frank Schleck      | CSC              | + 0.44   |
| 8  | Danilo Di Luca     | Liquigas         | + 0.44   |
| 9  | José Joaquín Rojas | Caisse d'Epargne | + 0.47   |
| 10 | Thomas Voeckler    | Bouygues Télécom | + 0.52   |

### Pointkonkurrencen
|   | Rytter             | Hold              | Point |
| - | ------------------ | ----------------- | ----- |
| 1 | José Joaquín Rojas | Caisse d'Epargne  | 91    |
| 2 | Mikhaylo Khalilov  | Ceramica Flaminia | 42    |
| 3 | Murilo Fischer     | Liquigas          | 40    |

### Bjergkonkurrencen
|   | Rytter             | Hold             | Point |
| - | ------------------ | ---------------- | ----- |
| 1 | Yoann Le Boulanger | Bouygues Télécom | 61    |
| 2 | Marzio Bruseghin   | Lampre           | 50    |
| 3 | Marco Pinotti      | T-Mobile         | 31    |

### Holdkonkurrencen
|   | Hold             | Land    | Tid      |
| - | ---------------- | ------- | -------- |
| 1 | CSC              | Danmark | 92:39.12 |
| 2 | Caisse d'Epargne | Spanien | + 0.23   |
| 3 | Rabobank         | Holland | + 1.28   |